# Shinichi Muto
Shinichi Muto (Miyagi, 2 april 1973) is een voormalig Japans voetballer.

## Carrière
Shinichi Muto speelde tussen 1992 en 2007 voor JEF United Ichihara, Oita Trinita, Grulla Morioka en Ganju Iwate.